# Famille Beregan
 (mai 2015).
La famille Beregan (ou Berengani) est une famille de négoce richissime originaire de Vicence. Elle fut agrégée à la noblesse de Venise en 1649 en payant la taxe 100 000 ducats instaurée pour financer la guerre de Candie.

## Personnalités
- Nicolò Beregan, poète.

## Armes

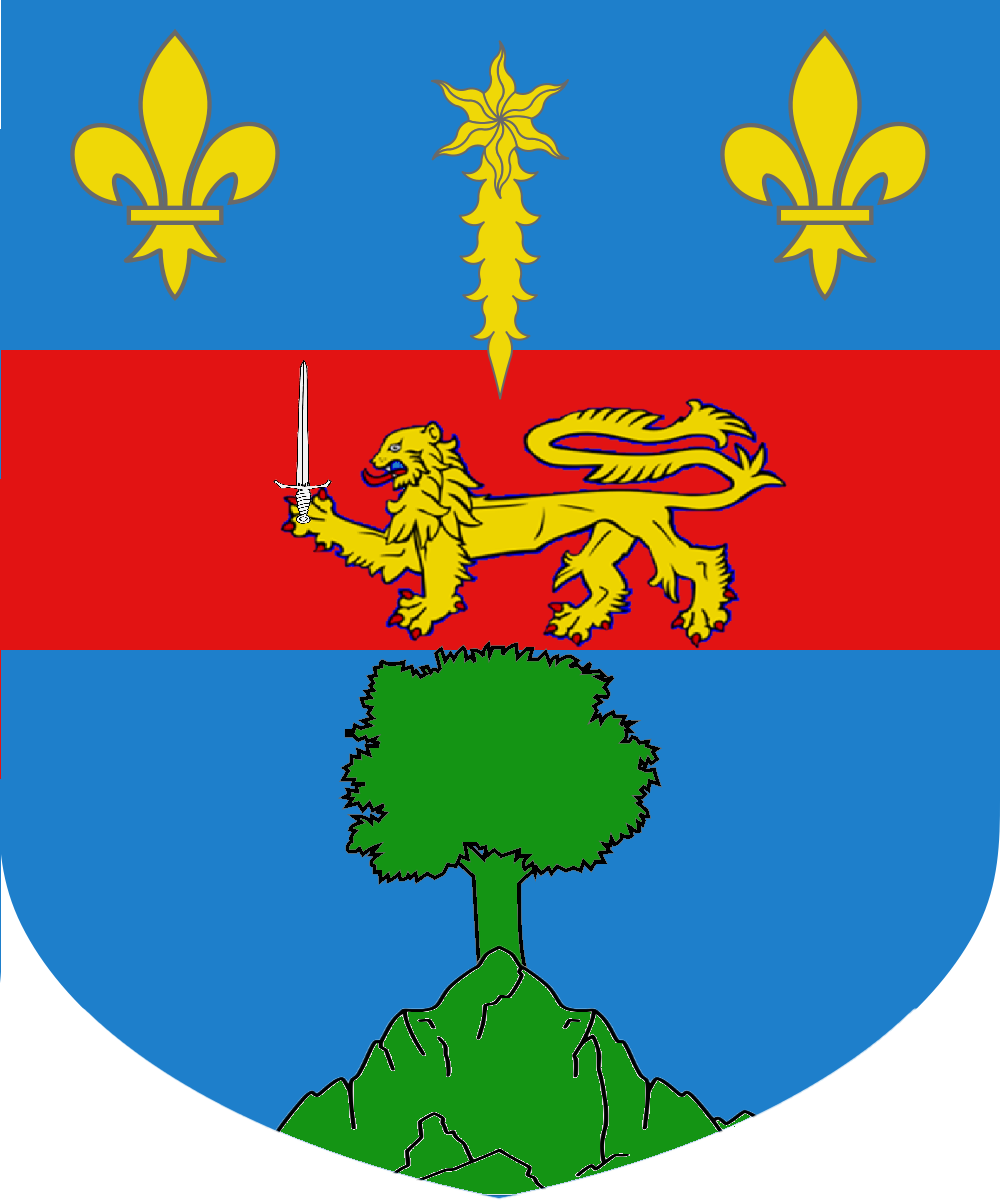
armes des Beregan/Berengani

Les armes des Beregan sont tiercées en face, la première d'azur avec une comète d'or accompagnée de deux fleurs de lys d'argent, la seconde de gueules avec un lion d'or passant et tenant une épée avec son pied droit de devant et la troisième d'argent avec un arbre planté en terrain, l'un et l'autre de sinople.